# عيتات
عيتات هي بلدة لبنانية من بلدات قضاء عاليه في محافظة جبل لبنان. اشتهرت في سنوات الحرب الأهلية اللبنانية كواحدة من أبرز المواقع الفاصلة بين خطوط التماس في منطقة جبل لبنان. عانى اهلها التهجير جراء الحرب الأهلية التي انتهت بتوقيع اتفاق الطائف عام 1989. تقع عيتات على ارتفاع نحو 650 مترا عن سطح البحر، يجاورها من القرى كل من شملان، كيفون، سوق الغرب، القماطية وعين عنوب. من أبرز العائلات فيها، التيماني،حميدان، تلحوق، علم الدين، أبي صعب وغيرها.

## أعلام
- سليم تلحوق (1871 - 1 نوفمبر 1953) طبيب وسياسي .
- نسيب مكارم (14 سبتمبر 1889 - 4 يونيو 1971) خطاط.
- نايف تلحوق  (24 أبريل 1897 - 2 ديسمبر 1973) شاعر زجال.
- توفيق عساف (1913 - 9 مايو 1996) سياسي ورجل أعمال.
- وديع تلحوق (1914 - 30 يناير 1984) صحفي وكاتب.
- مرسل تيماني (1952 - 2011) شاعر وكاتب وإعلامي.